# Auditorio Miguel Barragán
El Auditorio Miguel Barragán es un recinto multiusos situado en la ciudad de San Luis Potosí, San Luis Potosí, México. Fue inaugurado el 1 de enero de 1970, es uno de los recintos más importantes de la ciudad y es sede del equipo de baloncesto Santos de San Luis de la Liga Nacional de Baloncesto Profesional. Tiene capacidad para 3400 espectadores.
Se encuentra ubicado dentro de las instalaciones de la Unidad Deportiva Adolfo López Mateos. Está situado en un predio que colinda con el Estadio de Béisbol 20 de Noviembre y forma parte de los conjuntos de instalaciones deportivas de alto rendimiento más importantes del estado.